# アセト乳酸
α-アセト乳酸（アルファ-あせとにゅうさん、英語:α-Acetolactic acid(α-acetolactate)）はバリンやロイシンなど分枝鎖アミノ酸を生合成する際の前駆体である。α-アセト乳酸はピルビン酸とアセト乳酸シンターゼの2つの物質から合成される。アセト乳酸デカルボキシラーゼによって脱炭酸され、アセトインとなる。